# (2728) Yatskiv
(2728) Yatskiv est un astéroïde de la ceinture principale.

## Description
(2728) Yatskiv est un astéroïde de la ceinture principale. Il fut découvert le 22 septembre 1979 à Naoutchnyï par Nikolaï Tchernykh. Il présente une orbite caractérisée par un demi-grand axe de 2,46 UA, une excentricité de 0,17 et une inclinaison de 2,6° par rapport à l'écliptique.

## Compléments